# 畢世修
畢世修（義大利語：：1877年3月4日—1920年6月30日），是天主教意大利籍主教及方濟會會士。曾任中國湖北西北宗座代牧區宗座代牧（1904年-1920年）。

## 生平

### 早年生活
畢世修出生於1877年3月4日在意大利錫耶納省的市鎮基安蒂地區拉達。18歲時加入方濟會。1894年畢世修在25歲時晉鐸，後被派往中國湖北省，於襄陽縣和南漳縣傳教。1900年，擔任襄陽縣總鐸。

### 義和團運動期間
1889年秋爆發義和團運動，1900年7月8日襄陽縣鄉民聲稱教會殺害兒童，與信友在教堂外發生糾紛。畢世修神父到襄陽縣衙門尋求幫助。但縣令李祖蔭無法平息事件，反而更觸發民變。鄉民相繼搗毀襄陽縣和黃龍檔的教堂，畢世修神父在李祖蔭的勸説下，暫避漢口。1901年，清朝政府敗於八國聯軍，並相方簽訂辛丑條約，同年，法國駐漢口領事委託安襄鄖荊兵備道與湖北西北宗座代牧區簽訂《湖北襄陽議結天主教案合同》，要求政府保護信友、神父及教堂，緝拿民變的鄉民，相關官員撤職查辦。畢世修神父也回到襄陽教堂繼續傳教。

### 牧職
1904年5月10日，畢世修在46歲時獲時任教宗庇護十世任命為湖北西北宗座代牧區宗座代牧，領銜希臘泰那倫教區主教。同年10月2日，由湖北東境宗座代牧江成德主教主禮，江西北境宗座代牧郎守信主教和湖南南境宗座代牧翁德明主教襄禮晉牧。
1904年，畢主教在谷城縣沈埡主教座堂開辦道範學校。1908年，因沈埡地處山區交通閉塞。畢主教將湖北西北宗座代牧區教座遷至老河口縣。1911年，派遣索棟樑神父到樊城定中街建立教堂。1912年，畢世修由意大利募得23萬法郎，在老河口成立宏慈醫院。一年後，開辦嘉納女子學校。
他曾分別主禮祝聖在1905年湖北西南宗座代牧楊睦多主教。
1920年6月30日，畢世修主教中華民國湖北省老河口病逝，享年48歲。